# 弗洛伊德鎮區 (愛荷華州奧布賴恩縣)
弗洛伊德鎮區（英語：Floyd Township）是位於美國愛荷華州奧布賴恩縣的一個行政鎮區。

## 地方資料
根據2010年美國人口普查的數據，弗洛伊德鎮區的面積為92.78平方千米，當中陸地面積為92.73平方千米，而水域面積為0.05平方千米。當地共有人口5295人，而人口密度為每平方千米57.07人。